# Indotyphlops albiceps
Espèce
Synonymes
- Typhlops albiceps Boulenger, 1898
- Ramphotyphlops albiceps (Boulenger, 1898)
- Typhlops malaisei Rendahl, 1937

Statut de conservation UICN

 LC  : Préoccupation mineure
Indotyphlops albiceps est une espèce de serpents de la famille des Typhlopidae. 

## Répartition
Cette espèce se rencontre en Malaisie péninsulaire, dans le sud de la Thaïlande, en Birmanie et en République populaire de Chine à Hong Kong.

## Publication originale
- Boulenger, 1898 : Descriptions of two new blind snakes. Annals and magazine of natural history, sér. 7, vol. 1, p. 124 (texte intégral).